# Alberto Ablondi
Alberto Ablondi (Milaan, 18 december 1924 - Livorno, 21 augustus 2010) was een Italiaans bisschop.
Ablondi werd in 1947 tot priester gewijd. In 1966 werd hij benoemd tot hulpbisschop van Livorno en tot titelvoerend bisschop van Mulli. In 1970 werd hij benoemd tot bisschop-coadjutor van Livorno en hetzelfde jaar volgde hij op als bisschop van Livorno. In 1997 kwam hij in het nieuws met berichten over een jarenlange affaire met medewerkster Laura Magrini, maar de bisschop ontkende alles. In 2000 werd Ablondi emeritus. Hij was de auteur van een aantal boeken.

## Werken
- Sposarsi in Chiesa
- Questa nostra comunità, Elledici, 1978
- Per una pastorale del mondo del lavoro, Elledici, 1982
- La avventura della parola di Dio, Elledici, 1982
- Eucarestia, comandamento nuovo, Elledici, 1984
- Don Guano. Vescovo teologo, met Anastasio A Ballestrero en Massimo Marcocchi
- No, una predica, no! Dialogo fra giovani e il vescovo Ablondi, Borla, 1994
- Saggi di esperienze pastorali, Elledici, 2005